# La Polinesia Meridional
La Polinesia Meridional es el título del cuarto álbum de estudio de La Casa Azul. Fue lanzado por Elefant Records el 28 de noviembre del 2011 incluyendo trece nuevos temas, cuatro años después del anterior trabajo del grupo, La revolución sexual.

## Lista de canciones
1. Los Chicos Hoy Saltarán A La Pista
2. ¿Qué Se Siente Al Ser Tan Joven?
3. La Fiesta Universal
4. Sucumbir
5. La Polinesia Meridional
6. Colisión Inminente (Red Lights, Red Lights)
7. Terry, Peter Y Yo
8. Una Mañana
9. Todas Tus Amigas
10. Europa Superstar
11. La Vida Tranquila
12. Sálvese Quien Pueda
13. La Niña Más Hermosa